# Jørgen Jensen (Politiker)
Jørgen Jensen (* 17. Januar 1920 in Kopenhagen; † 13. April 1987) war ein dänischer Politiker und Gewerkschafter. Er war von 1977 bis 1987 Vorsitzender der Kommunistischen Partei Dänemarks (DKP, dänisch Danmarks Kommunistiske Parti).

## Leben
Jensen, Sohn einer Arbeiterfamilie, war von Beruf Automechaniker. Seit 1940 gewerkschaftlich organisiert schloss er sich während der deutschen Besatzung Dänemarks 1941 der DKP an. Seit 1952 gehörte er dem ZK und dem Exekutivkomitee des ZK der DKP an. Jensen leitete dort die Abteilung Gewerkschaften. Von 1962 bis 1978 war er Vorsitzender der Metallarbeitergewerkschaft in Lyngby. 1966 wurde er zum Vorsitzenden der Gewerkschaft der Automechaniker sowie in den Vorstand des Dänischen Schmiede- und Maschinenarbeiterverbandes gewählt.
Darüber hinaus war Jensen aktiv in der Friedensarbeit der Partei und ab 1962 Präsident der dänischen Friedenskonferenz. Jensen gehörte von 1975 bis 1979 als DKP-Abgeordneter dem Folketing an (1975 und 1977 jeweils in Helsingør gewählt). Ab 1977 war er auch parlamentarischer Sprecher der DKP. 
Nach dem Tode Knud Jespersens wurde er im Dezember 1977 zum Vorsitzenden der DKP gewählt. Diesen Posten bekleidete er bis zu seinem Tode im Jahre 1987. Während sich in den Kommunistischen Parteien anderer nordischer Länder eurokommunistische Positionen durchsetzten, verfolgte die DKP unter Jensen weiterhin eine an der KPdSU und mit ihr verbündeter Parteien orientierte Linie.